# Dampferzeuger

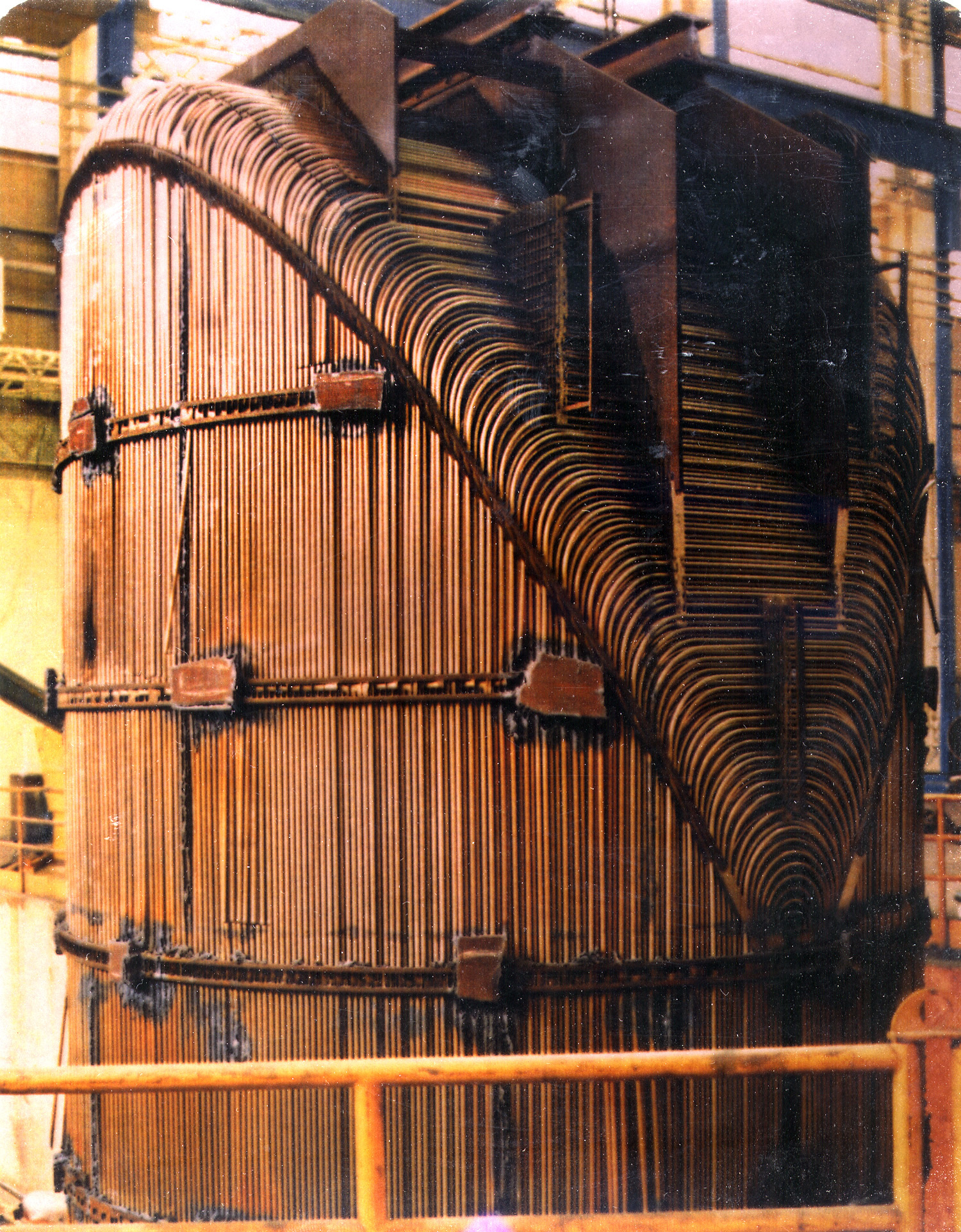
Dampferzeuger in einem Kernkraftwerk

Ein Dampferzeuger ist eine Anlage zur Erzeugung von Wasserdampf, deren wesentlicher Bestandteil ein Kessel ist. In einer solchen Anlage wird Wasser erhitzt und in Dampf umgewandelt.
Dampfverbraucher hingegen sind unter anderem Generatoren bzw. Turbinen in Kraftwerken zur Energieerzeugung, Dampfmaschinen und -turbinen (Umwandlung von Wärme- in mechanische Energie), Heizkraftwerke (Bereitstellung von Wärmeenergie) oder allgemein die chemische und Metallindustrie (für wärmeverbrauchende Prozesse). Temperatur und Druck des erzeugten Dampfs werden auf die für den jeweiligen  Dampfverbraucher passenden Werte geregelt.
Komponenten eines Dampferzeugers sind:
- Der Verdampfer zur Erzeugung des Dampfes
- Der Überhitzer, in dem der Dampf auf die für den Verbraucher benötigte Temperatur erhitzt wird
- Der Speisewasser- und Luftvorwärmer, in denen Wasser und Verbrennungsluft vorgewärmt werden
- Die Feuerung, die die für den Verbraucher benötigte Wärme mit Brennstoffen wie Kohle, Öl, Gas oder Biomasse erzeugt.

Im Unterschied zum Dampferzeuger wird in einer Heißwasseranlage Wasser auf eine Temperatur oberhalb des atmosphärischen Siedepunkts gebracht: T > 100 °C (p > atmosph. Druck).

## Laboratoriumstechnik
Im Labor erzeugt man Dampf in einem Dampfentwickler. Benötigt wird Dampf im Labor u. a. für die sogenannte Wasserdampfdestillation, eine Methode der Stofftrennung.

## Wasserstoffperoxid
Im Bereich der Antriebstechnik wurden Dampferzeuger auf Basis von Wasserstoffperoxid entwickelt, die mit einem Katalysator wie z. B. Kaliumpermanganat Heißdampf entwickeln (s. Walter-Antrieb).